# 293P/Spacewatch
293P/Spacewatch è una cometa periodica appartenente alla famiglia delle comete gioviane; la cometa è stata scoperta dal programma di ricerca astronomica Spacewatch. Al momento della scoperta, il 10 dicembre 2006, fu ritenuto un asteroide, poco dopo furono scoperte immagini di prescoperta risalenti al 15 novembre 2006, il 28 gennaio 2007 fu riconosciuta la sua natura cometaria. La sua riscoperta il 14 settembre 2013 ha permesso di numerarla.
Sono finora stati osservati tutti i passaggi al perielio successivi a quello della scoperta.